# Lu (stato)
Lo stato di Lu (魯T, LǔP) fu un antico Stato cinese durante il Periodo delle primavere e degli autunni. Fu fondato nel X secolo a.C. dalla famiglia Ji. Il primo duca fu Ji Boqin, figlio di Ji Dan, primo ministro del re Zhou.
Il territorio dello Stato di Lu copriva la regione centrale e sudoccidentale dell'odierna provincia di Shandong, e confinava coi potenti stati di Qi a nord e di Chu a sud. La capitale era Qufu.
Lo Stato di Lu cominciò a declinare durante il Periodo delle primavere e degli autunni. Fu in grado di respingere l'invasione Qi nel 684 a.C., ma il potere politico fu poi diviso dalle potenti famiglie Jisun, Mengsun e Shusun. Nel 256 a.C. Lu fu annesso dallo Stato di Chu.
Lo Stato di Lu dette i natali a Confucio. Gli Annali delle primavere e degli autunni, tradizionalmente attribuiti a Confucio, sono un resoconto della storia di Lu. Anche gli Zuo Zhuan, i Commentari di Zuo, un'altra importante opera della storiografia cinese, furono scritti nello Stato di Lu.